# Can't Stop Feeling
Can't Stop Feeling è il terzo singolo del gruppo indie-rock Franz Ferdinand estratto dal loro terzo album Tonight: Franz Ferdinand, uscito nel corso del 2009.
La data ufficiale è stata annunciata dal sito ufficiale della band ed è fissata per il 6 luglio. La release prevede il formato digital di una sola traccia e il vinile da 7" con la B-side All My Friends, cover dei LCD Soundsystem.
Il video vede una serie di scene comico-demenziali alternate, in cui i 4 componenti della band si prendono in giro.

## Classifiche
| Chart (2009)           | Peak position |
| ---------------------- | ------------- |
| French Top 100         | 69            |
| Italian Singles Charts | 47            |